# 율전중학교
율전중학교(栗田中學校)는 대한민국 경기도 수원시 장안구 율전동에 있는 공립 중학교이다.

## 학교 연혁
- 1998년 12월 30일 : 율전중학교 설치 조례 공포
- 1999년 3월 1일 : 초대 홍용석 교장 취임
- 1999년 3월 3일 : 제1회 입학식 (8학급 277명)
- 2000년 10월 23일 : 축구부 창단
- 2000년 11월 1일 : 경기도교육청 교육행정정보화 시스템 시범학교 지정
- 2001년 6월 15일 : 태권도부 창단
- 2001년 9월 15일 : 축구부 합숙소 개소
- 2002년 2월 8일 : 제1회 졸업식 (286명)
- 2008년 3월 1일 : 경기도교육청 수준별 이동수업 시범학교 지정
- 2012년 3월 2일 : 경기도교육청 혁신학교 예비지정
- 2012년 9월 1일 : 경기도교육청 혁신학교 지정
- 2022년 12월 28일 : 제22회 졸업식(181명, 총 6,777명)
- 2023년 3월 2일 : 제25회 입학식(4학급 106명)
- 2023년 9월 1일 : 제10대 최영락 교장 취임

## 참고 자료
- 율전중학교 - 한국교육학술정보원 학교알리미